# Дирлија
Дирлија је песма групе Црвена јабука са истоименог албума из 1986. године. Сматра се највећим хитом ове групе с почетка деловања. 2009. године је направљен ремикс ове песме где главне вокале пева Дражен Жерић са хрватским репером Shorty.

## Композиција
У оригиналној песми су коришћени синтисајзер, електрична гитара, бубњеви итд. 
Верзија ове песме из 2009. године, коришћене су мандолине, док се у тексту помињу Вуковар и Сарајево.

## Спот
Постоје две верзије спота. Званична верзија је снимана у Сарајеву, док је алтернативна верзија снимана у Херцег Новом и Игалу.
У оригиналној верзији се појављује Мирко Срдић алијас Елвис Ј. Куртовић